# План Фуше
План Фуше був невдалим планом, написаним Крістіаном Фуше, послом Франції в Данії, і запропонованим президентом Франції Шарлем де Голлем у 1961 році як частина великого плану де Голля для Європи того часу. План передбачав дирекцію трьох держав, що складалася з Франції, Сполученого Королівства та Сполучених Штатів. Ідея полягала в тому, щоб сформувати новий «Союз держав», міжурядову альтернативу Європейським Спільнотам, які були створені кілька років тому. Де Голль побоювався втрати французького національного впливу в Спільнотах, які ставали все більш наднаціональними, тому план був спробою зберегти баланс сил на користь Франції. Успіх Європейських Спільнот і відсутність ентузіазму в інших держав щодо цієї ідеї зупинили реалізацію плану Фуше.

## Планова організація

### Перший проєкт
Перший проєкт Плану Фуше був запропонований у 1961 році. План передбачав створення «Союзу європейських народів» «без наднаціональних інституцій». Він складається з п'яти розділів («Розділи I - V»), які коротко викладені нижче. Розділ I окреслює «цілі» Союзу. Розділ II описує інституції, їхній склад, різні повноваження та відносини між ними. Розділ III описує «Зобов'язання держав-членів». Розділ IV описує фінанси Союзу, а Розділ V - загальні положення.

#### Розділ I – Союз європейських народів
У плані були визначені дві основні мети Союзу: спільна зовнішня політика та спільна оборонна політика. Іншими цілями Союзу були розвиток «спільної спадщини» держав-членів і «захист цінностей, на яких тримається їхня цивілізація».

#### Розділ II – Установи
План пропонував три інститути Союзу: «Рада», «Європейський парламент» і «Європейська політична комісія».
Рада обговорюватиме питання, поставлені державами-членами, і ухвалюватиме рішення одноголосно. Але якщо один чи два члени відсутні, це «не завадить прийняти рішення». Рада збиралася б двічі кожні чотири місяці, один раз на рівні глав держав або урядів і один раз на рівні міністрів закордонних справ. Де Голль запропонував, щоб рішення Ради були обов'язковими для держав-членів, але не запропонував методу примусового виконання. Якщо держава-член утримується від ухвалення рішення, це рішення не буде виконуватись у цій державі. Однак ці штати зможуть увімкнути це в будь-який час.
Парламент обговорюватиме «питання, що стосуються цілей Союзу», як зазначено в розділі I, статті II. Він надавав би рекомендації та ставив би усні чи письмові запитання Раді. Рада матиме право діяти незалежно від парламенту, але повинна відповісти на рекомендації парламенту протягом чотирьох місяців.
Головна роль Політичної Комісії Союзу полягала б у тому, щоб допомагати Раді, готуючи її обговорення, виконуючи її рішення та виконуючи обов'язки, які Рада їй доручає. Комісія складатиметься з «старших посадовців міністерств закордонних справ кожної держави-члена».

#### Розділ III – Зобов’язання держав-членів
Розділ III закликав до співпраці між державами-членами, зобов’язуючи їх працювати на досягнення цілей Союзу.

#### Розділ IV – Фінанси Союзу
Бюджет Союзу «розроблятиметься Радою щороку» і фінансуватиметься за рахунок внесків держав-членів. Стаття 13 визначає пропорційний внесок кожної держави-члена на той час.

#### Розділ V – Загальні положення
У розділі V описано, як слід вносити поправки до Плану, як вони будуть ратифіковані, положення щодо прийняття нових держав-членів та інші стандартні деталі.

### Другий проєкт
Другий проєкт плану Фуше був запропонований, коли стало зрозуміло, що перший виявиться невдалим. Довелося б піти на певні поступки щодо того, чого де Голль хотів від союзу, його структури та ролі Франції. Подібно до оригінального плану Фуше, другий проєкт продовжував наполягати на міжурядових структурах. Він підкреслював важливість окремих держав-членів. Другий проєкт був спрямований на спільні інтереси між окремими державами, а не на забезпечення їхньої тісної співпраці у заздалегідь визначених сферах. Другий проєкт також закликав до структурних змін шляхом додавання комітетів міністрів. Два комітети прямо згадуються: комітет у закордонних справах і комітет з питань освіти. Ці дві групи повинні були збиратися чотири рази на рік і перебувати під наглядом запропонованої ради. Рада також могла б створювати нові комітети, коли вважатиме за потрібне. Нарешті, хоча це і не підкреслюється, роль Франції була дещо зменшена, і Європейська політична комісія більше не збиратиметься в Парижі.

## Роль Шарля де Голля
Рушійною політичною силою плану Фуше був президент Франції Шарль де Голль. Стурбований зростаючими наднаціональними тенденціями Європейської економічної спільноти, він прагнув реалізувати нове міжурядове бачення співпраці, яке б повернуло повноваження щодо прийняття рішень у руки національних держав. Переконавши інших п'ятьох глав держав погодитися на регулярні зустрічі, де Голль висунув ідею подальшої політичної співпраці. Комітет на чолі з послом Франції в Данії Крістіаном Фуше зібрався для обговорення французьких рекомендацій. Усі висунуті пропозиції посилили міжурядовий характер організації, але перший проєкт плану також містив положення про спільну зовнішню політику. Останній аспект особливо показовий: у той час, як решта «шістки» цінували своє членство в НАТО, де Голль не докладав зусиль, щоб приховати свою ворожість до нього та те, що він вважав надмірним американським впливом у Європі.

## Реакції

### Конрад Аденауер
У 1959 році, коли де Голль почав зосереджувати свою увагу не на Франції та Алжирі, а більше на Європі в цілому, він почав пропонувати більш регулярні зустрічі шести держав-членів. Він також запропонував, щоб засідання підтримувалися секретаріатом. Зокрема Західна Німеччина та Італія прихильно сприйняли ці пропозиції. Однак, коли де Голль вперше представив план Фуше в 1961 році, він зіткнувся з опозицією багатьох держав-членів. Аденауер і де Голль мали тісні стосунки, і під час перебування де Голля на посаді франко-німецькі відносини значно покращилися. Однак Аденауер і його голландські колеги були стурбовані тим, що план Фуше відверне владу від ЄЕС і НАТО.
Західна Німеччина також була проти ідеї де Голля ратифікувати плани народним референдумом на тій підставі, що це не відповідає конституції. Незважаючи на дружбу Аденауера з де Голлем, Західна Німеччина ніколи не була переконана, що план Фуше був найкращим напрямком дій. Однак, хоча план провалився, Аденауер і де Голль змогли укласти Договір про дружбу в 1963 році для зміцнення зв'язків між Францією і Західною Німеччиною. Ця угода була б вигідна не лише французам і західним німцям, а й усьому ЄЕС.

### Бенілюкс
Бельгія, Нідерланди та Люксембург, разом відомі як Бенілюкс, були проти плану Фуше. Вони побоювалися, що ця пропозиція позбавить Комісії, наднаціонального керівного органу, надто багато повноважень і значною мірою покладатиметься на міжурядовий зв’язок. Вони хвилювалися, що план Фуше послабить Римський договір і стане кроком убік від інтеграції. Пониження рівня влади дало б Франції більше можливостей впливати на інші країни. Бенілюкс побоювався, що це дозволить де Голлю та Франції домінувати в ЄЕС і просувати питання, важливі для їхніх власних національних інтересів.
Другою головною проблемою була швидкість, з якою Франція намагалася реалізувати план. Країни Бенілюксу вважали, що рішення такого масштабу слід відкласти до завершення переговорів про вступ Британії, які почалися в 1961 році. У цей час де Голль тісно спілкувався з канцлером Німеччини Аденауером, і країни Бенілюксу хвилювалися, що співпраця двох країн перемістить владу міжурядової організації до Франції та Західної Німеччини. Приєднання Сполученого Королівства збалансувало б структуру влади в ЄЕС більш рівномірно і не дозволило б Франції домінувати в переговорах.
Нідерланди, зокрема, вважали, що план Фуше був спробою підірвати владу НАТО. Спільна оборонна політика Плану прямо суперечила б місії та директивам НАТО, тому Нідерланди стурбовані тим, що план був спробою послабити вплив НАТО та відновити Францію як військову силу.